# Bergenstoget plyndret inatt
Bergenstoget plyndret inatt (tyska Schneeschuhbanditen) är en norsk-tysk svartvit stumfilm (komedi) från 1928. Filmen regisserades av Uwe Jens Krafft med regiassistans från Thorvald Isdahl. I huvudrollerna som Tom och Grete ses Paul Richter och Aud Egede-Nissen.

## Handling
Den unge Tom Heiberg har sökt arbete som reklamchef på statsbanan och förälskat sig i generaldirektörens dotter Grete. För att skapa uppmärksamhet kring banan iscensätter Tom ett tågrån natten till den 1 april. Tilltaget blir i tidningarna dagen efter uppfattat som ett aprilskämt. Grete var passagerare på tåget och kände igen sin älskade, men utan att säga något. Alla värdesaker som stulits återlämnas i efterhand. Tom får både reklamfilmsjobbet och direktörens dotter.

## Rollista
- Aud Egede-Nissen – Grete Elstad
- Paul Richter – Tom Heiberg, student
- Uwe Jens Krafft – Nils Elstad, generaldirektör
- Ada Kramm – Eva Krohn
- Fridtjof Mjøen – Lund, löjtnant
- Frederik Schumann – Biologen, student
- Lauritz Johnsen – Johan Bratt
- John Johnson	– Tiurjegeren, student
- Olaf Engebretsen – boxaren
- Henry Bender
- Julietta Brandt
- Gustav Fersburg
- Karl Harbacher
- Rudolf Lettinger
- Ida Perry
- Ilse Stobrawa
- Hedwig Wangel
- Aruth Wartan

## Om filmen
Bergenstoget plyndret inatt regisserades av den tyske regissören Uwe Jens Krafft. Filmen blev han näst sista filmregi. Manuset skrevs av Alf Rød och bygger på romanen Bergenstoget plyndret inatt av Nordahl Grieg och Nils Lie (skriven under pseudonymen Jonathan Jerv). Filmen producerades av bolagen Norsk Super Film A/S och Helios-Film GmbH med Thorvald Isdahl som producent och Alfred Kern som inspelningsledare. Isdahl var också regiassistent. Filmen spelades in i Bergen och Oslo och fotades av Johannes Bentzen, Paul Berge och Günther Krampf. Den klipptes av Krafft.
Filmen premiärvisades den 9 oktober 1928 i Norge och hade tysk premiär den 16 maj 1929 i Berlin.